# Олександр Немирич
Олександр Немирич (д/н — 1648) — волинський зем'янин часів Речі Посполитої.

## Життєпис
Походив з шляхетського роду Немиричів гербу Клямри, Олевської гілки. Молодший син зем'янина Матвія Немирича та його другої дружини Анастасії Мукарівни. Після смерті батька у 1613 році разом з братами Криштофом, Семеном та Миколаєм успадкував Олевськ з навколишніми селами і Івницю. Відмовився від судової суперечки зі стриєчним братом Стефаном за Черняхівську волость.
Під час відсутності братів, що діяли в Московському царстві та на Київщині, фактично керував успадкованими землями. В 1619 році, після страти брата Криштофа та баніції інших братів, став поновладним господарем Олевська та Івниці. Підтримував Луцьке Хресто-Воздвиженське братство. 1619 року був одним з підписантів Договору між старшими і молодшими братчиками про нагляд за будівництвом школи, церкви і притулку братства.
Доволі швидко наробив численних боргів через бажання сперечатися з волинськими магнатами. У 1624 році продав Івницю Анджею Зборовському, а село Кисоричі в Олевській волості - Іллі Бабинському. Невдовзі купив у Солтанів частину села Білокоровичі. У 1628 році був власником близько 370 димів. Став суддею земським київським. У 1630-х роках придбав місто Добромир в Овруцькому повіті.
Втім вже до 1640 року опинився в скрутній ситуації —  з його 482 димів понад 390 перебувало в заставі (Олевська волость, переважно у стриєчного небожа Юрія). 1644 року позивався до свого родича Владислава Немирича щодо частки володінь Норинської волості. Лише у 1646 році Олександру Немиричу вдалося викупити із застави Олевськ, але у 1648 році його було вбито загоном повсталих козаків.

## Родина
Дружина — Софія Виговська.
Діти:
- Юзеф Кароль Немирич (д/н — 1680), фундатор кармелітського кляштора в Олевську.
- ще один син